# Taxi Brooklyn
Taxi Brooklyn ist eine französisch-US-amerikanisch coproduzierte Fernsehserie, die durch EuropaCorp Television für die Fernsehsender TF1 und NBC produziert wurde. Sie umfasst eine Staffel mit zwölf Folgen. Die deutsche Erstausstrahlung lief ab 7. November 2014 bei RTL Crime, die Free-TV-Ausstrahlung lief ab dem 25. Juni 2015 bei RTL.
Sie basiert lose auf den Taxi-Filmen von Luc Besson und wurde von Gary Scott Thompson erdacht und produziert.
Am 6. März 2015 wurde bekanntgegeben, dass keine zweite Staffel der Serie bestellt wird.

## Handlung
Als die New Yorker Polizistin Caitlyn „Cat“ Sullivan bei der Verfolgung von Bankräubern wiederholt hohen Blechschaden verursacht, entzieht ihr Vorgesetzter ihr vorerst die Fahrerlaubnis. Fortan hilft ihr der unschuldig in einen Banküberfall verwickelte und deshalb von ihr verhaftete französische Einwanderer Leo Romba, ein erfahrener Taxifahrer mit dunkler Vergangenheit, als waghalsiger Fahrer und Berater bei der Lösung ihrer Fälle. Gegen den Willen ihres Vorgesetzten untersucht sie unter anderem den Mord an ihrem Vater, ebenfalls Polizist, und erhält dabei regelmäßig von einem Unbekannten Hinweise per SMS.

## Besetzung und Synchronisation
| Schauspieler      | Rolle                             | Episoden       | Staffeln | Zeitraum  | Bemerkungen                                                           | Synchronsprecher   |
| ----------------- | --------------------------------- | -------------- | -------- | --------- | --------------------------------------------------------------------- | ------------------ |
| Chyler Leigh      | Caitlin Mary Darcy „Cat“ Sullivan | 1–12           | 1        | 2014–2015 | Polizistin, Tochter von Frankie, Ex-Frau von Gregg, Rivalin von Eddie | Maren Rainer       |
| Jacky Ido         | Leo Romba                         | 1–12           | 1        | 2014–2015 | Taxifahrer                                                            | Matthias Klie      |
| James Colby       | Captain John Baker                | 1–12           | 1        | 2014–2015 | Polizist, Chef, Affäre von Frankie                                    | Claus Brockmeyer   |
| José Zúñiga       | Eddie Esposito                    | 1–12           | 1        | 2014–2015 | Polizist, Rivale von Cat                                              | Martin Halm        |
| Jennifer Esposito | Dr. Monica Pena                   | 1–12           | 1        | 2014–2015 | Gerichtsmedizinerin, Freundin von Cat                                 | Elisabeth von Koch |
| Bill Heck         | Gregg James                       | 1–12           | 1        | 2014–2015 | FBI-Agent, Ex-Mann von Cat                                            | Patrick Schröder   |
| Ally Walker       | Frankie Sullivan                  | 1–12           | 1        | 2014–2015 | Mutter von Cat, Affäre von John                                       | Susanne von Medvey |
| Raul Casso        | Ronnie                            | 1–12           | 1        | 2014–2015 | Taxifahrer, Freund von Leo                                            |                    |
| Luke Roberts      | Rhys                              | 4, 7–8, 10, 12 | 1        | 2014–2015 |                                                                       |                    |
| Caterina Murino   | Giada                             | 6, 10–12       | 1        | 2014–2015 |                                                                       |                    |

## Episodenliste

### Staffel 1
| Nr. (ges.) | Nr. (St.) | Deutscher Titel             | Englischer Titel     | Regie           | Drehbuch                                              | Deutsche Erstausstrahlung |
| ---------- | --------- | --------------------------- | -------------------- | --------------- | ----------------------------------------------------- | ------------------------- |
| 1          | 1         | Cat und ihr Chauffeur       | Pilot                | Olivier Megaton | Gary Scott Thompson                                   | 7. November 2014          |
| 2          | 2         | Hai Society                 | Brooklyn Heights     | Olivier Megaton | Gary Scott Thompson & Stephen Tolkin                  | 14. November 2014         |
| 3          | 3         | Cherchez les femmes         | Cherchez les femmes  | Frédéric Berthe | Franck Ollivier, Stephen Tolkin & Gary Scott Thompson | 21. November 2014         |
| 4          | 4         | Wertvolle Fracht            | Precious Cargo       | Frédéric Berthe | Andrea Stevens                                        | 28. November 2014         |
| 5          | 5         | Frauen auf der Flucht       | Ambush               | Alain Tasma     | Richard Sweren                                        | 5. Dezember 2014          |
| 6          | 6         | Liebe wird zur Lebensgefahr | Love Hurts           | Alain Tasma     | Franck Ollivier                                       | 12. Dezember 2014         |
| 7          | 7         | Callboy Leo                 | Black Widow          | David Morley    | James Kee & David Bradley Halls                       | 19. Dezember 2014         |
| 8          | 8         | Der redende Tote            | Deadline Brooklyn    | David Morley    | Steve Cochrane                                        | 26. Dezember 2014         |
| 9          | 9         | Wer ist Fernanda Flores?    | Double Identity      | Frédéric Berthe | Robert Nathan                                         | 2. Januar 2015            |
| 10         | 10        | Tödlich ist die Nacht       | The Longest Night    | Frédéric Berthe | Vince McKewin & Franck Ollivier                       | 9. Januar 2015            |
| 11         | 11        | Bittere Wahrheit für Cat    | Frenchmen Can’t Jump | Gérard Krawczyk | Vince McKewin                                         | 16. Januar 2015           |
| 12         | 12        | Anabellas Abrechnung        | Revenge              | Gérard Krawczyk | Gary Scott Thompson                                   | 23. Januar 2015           |

## Trivia
Bereits 2004 gab es ein amerikanisch-französisches Remake der Taxi-Filmreihe. In New York Taxi spielte Jennifer Esposito eine Polizistin. In Taxi Brooklyn spielt sie nun eine Gerichtsmedizinerin.